# 第一次シリア戦争
第一次シリア戦争（だいいちじシリアせんそう）は、紀元前274年から紀元前271年まで行われたプトレマイオス朝エジプトとセレウコス朝シリアとの間の戦争である。ディアドコイ戦争後、両国は現在のシリア南部・レバノン・パレスチナ一帯に当たる「コイレ・シリア」の領有をめぐって熾烈な争いを重ねており、この戦争はその衝突が初めて飛び火したものだった。

## 概要
シリア戦争は、レバント地域を舞台に1世紀以上、6回にわたって行われたヘレニズム時代の大規模な争覇戦だったが、第三次シリア戦争までの史料は殆ど亡失している。したがって明確な経過は知ることができず、断片的な記録や考古学的証拠から推定されるだけだ。パウサニアスの『ギリシア案内記』やエジプトのピトム碑文、バビロニアの『天文日誌』などによれば、第一次シリア戦争はセレウコス朝のアンティオコス1世とプトレマイオス2世の異父兄弟であり、キュレネを根拠地に半独立王国を建てたマガスによる両面からの挟撃に対抗してプトレマイオス朝がセレウコス朝に宣戦したことから始まった。緒戦で勝利したエジプトは反撃に押されながらも、概ね有利な立場を守った。
紀元前275年頃、アンティオコス1世は彼の娘アパメー2世をマガスに嫁かせ、キュレネと連帯してエジプトを圧迫した。マガスの軍隊はエジプトに向かったが、リビアの遊牧民がキュレネを襲撃したためマガスは戻り、エジプトもナイル川デルタで起きたガリア傭兵の反乱を鎮圧し、ヌビアへの遠征に集中したので直ちには衝突につながらなかった。しかし、紀元前274年末にヌビア遠征を成功裏に終えたプトレマイオス2世は、その勢いに乗ってセレウコス朝に対する先攻に着手してシリアを攻撃した。セレウコス朝のシリア領土を急襲したエジプト軍はオロンテス川辺に至った可能性が高いが、略奪が終わるや否や退却したものと見られる。同じ時期、小アジアでガリア人を防いでいたアンティオコス1世は、シリアが侵された知らせが伝わると、バビロニア全域に動員令を発する一方、自ら兵力を率いて南下した。紀元前274年/273年冬の間、プトレマイオス2世と王妃アルシノエ2世はナイル川東部のピトムで守備軍を慰撫し、防御対策について議論した。
ただし、予想されたセレウコス朝のエジプト本土への攻勢はうやむやになった。小アジアに上陸したエジプト海軍はセレウコス朝とポントスの連合軍に敗退したが、バビロニアの経済危機と伝染病の流行により、アンティオコス1世は反撃を続ける余力がなく、ついに紀元前271年に両国は和平に同意した。注目すべき領土の変化はなかったようであり、エレウテルス川以南と小アジアにあるプトレマイオス朝の拠点らはエジプトの影響力下に残った。